# Futur (album)
Pour les articles homonymes, voir Futur (homonymie).
Albums de Booba
Autopsie Vol. 4
(2011) Futur 2.0
(2013)
Singles
1. Wesh morray
Sortie : 6 septembre 2012
2. Caramel
Sortie : 22 septembre 2012
3. C'est la vie
Sortie : 21 octobre 2012
4. Tombé pour elle
Sortie : 23 novembre 2012
5. Kalash
Sortie : 12 décembre 2012
6. Maître Yoda
Sortie : 1er février 2013
7. Jimmy
Sortie : 17 avril 2013
8. Pirates
Sortie : 26 juillet 2013

Futur est le sixième album studio du rappeur français Booba sorti le 26 novembre 2012 sur Tallac Records, et distribué par Universal. Comme à son habitude, Booba commence l'écriture de Futur juste après la sortie de son précédent projet, la mixtape Autopsie 4, sortie en 2011. Futur est le premier album a proposer des sonorités Trap dans le paysage hip-hop en France, notamment avec des instrumentaux produits, entre autres, par Therapy (2093 & 2031) et Young Chop, un des précurseurs de la Trap ainsi que de la Drill aux États-Unis.  Futur contient seize pistes ainsi qu'une piste supplémentaire, Billets verts, disponible dans la version iTunes. L'album contient plusieurs featurings, notamment avec son compère Mala, le rappeur haïtien Gato, le rappeur français Kaaris, ainsi que les rappeurs américains 2 Chainz et Rick Ross.
Le 29 octobre, l'album est disponible sur iTunes en pré-commande et est numéro un des ventes dès le premier jour. Une semaine après la sortie de l'album, Booba a vendu plus de 51 000 exemplaires et obtient ainsi le plus gros record de ventes digital en France avec plus de 16 000 ventes d'albums en digital détrôné aujourd'hui par les Daft Punk et Nekfeu. Malgré la fuite de l'album, Booba réalise également le meilleur démarrage de toute sa carrière. Plus de 300 000 exemplaires seront vendus à travers toute la France si l'on inclut les ventes de la réédition.

## Genèse
Booba a confié lors de son passage à la radio Générations en novembre 2011 qu'il préparait un nouvel album pour 2012. Il ajoute qu'il connaît déjà le titre de l'album, mais qu'il ne le révélera pas pour le moment. Le 27 avril 2012, Booba dévoile le premier volet de sa web-série, Congo. Une vidéo de 10 minutes où il dévoile le titre de son album, Futur,. En mai 2012, Booba quitte l'indépendant Because Music pour rejoindre la grande maison Universal et plus spécifiquement le label AZ pour un contrat de distribution. Certaines rumeurs affirment que « AZ aurait lâché plus de 500 000 € d'avance pour attraper l'animal », ce que le label dément,.  
Dans une interview accordée au magazine Entrevue, le rappeur se confie et se compare à Jay-Z : « Je suis loin de Jay-Z. Mais tant qu'il est devant moi, je ne suis pas rassasié, je veux l'approcher. [...] Je suis bridé par la langue sinon, je serais au niveau de Jay-Z, ou même devant lui. ». Il parle également de son album : « J'évolue tout le temps. Avec des tempos, des rythmiques et des flows différents. Sinon, le fond reste le même. J'ai beaucoup d'égo-trip. Je me la raconte ». Quelques mois avant la sortie de l'album, Booba fait une apparition sur le morceau de Ryan Leslie, Swiss Francs. Les deux artistes avaient déjà collaboré ensemble sur le remix du single Me & U de Cassie, le remix de Diamond Girl ou encore plus récemment, le morceau Fast Life sur l'album Lunatic. À l'occasion de la Nuit blanche 2012 du samedi 6 octobre, le film du jeune plasticien Mohammed Bourouissa était projeté sur la façade de la Monnaie de Paris. Le film a été tourné dans une des somptueuses salles où une médaille et des pièces de monnaie à l'effigie du rappeur ont été frappées pour l'occasion. Le duc s'est prêté au jeu, composant une médaille de deux lions munis d'une arme avec l'inscription Futur. Pour Mohamed Bourouissa, l'idée était de mélanger deux univers très proches : « Ce film institutionnel, je voulais le faire sous la forme d'un clip de rap. On s'est d'abord intéressé à la fabrication des pièces, aux différentes étapes ».
Le 15 novembre 2012, Booba dévoile une interview sur sa page Facebook via la plateforme YouTube. Il revient sur la réalisation et le concept de son nouvel album Futur, il y explique que Futur désigne avant tout son état d'esprit. Il parle également de son entourage et évoque également le décès de son meilleur ami Bram's. Il revient aussi sur le titre Wesh Morray qui a suscité le buzz. Il confirme que le son n'était pas un clash envers Rohff et qu'il ne considérait définitivement pas celui-ci comme un concurrent. Il donne son avis sur le titre Paname Boss, sur La Fouine et sur le rap game français actuel. Il raconte les histoires des featurings de l'album : Rick Ross, 2 Chainz, Kaaris, Gato Da Bato, Mala. il annonce le prochain single et clip de Futur : Tombé pour elle qui sera un son chanté comme Scarface, parlant de l'amour de Booba pour la rue. Il explique également les collaborations récurrentes avec le réalisateur de clip Chris Macari et les producteurs de Therapy. Booba en profitera également pour lancer des piques à Rohff en citant notamment les propos suivants : « Rohff, mon rap le terrasse depuis le début c'est une sous-merde ». Une semaine avant la sortie officielle de l'album, plusieurs morceaux extraits du projet de Booba circulent sur le web. Quelques jours plus tard, l'intégral y est disponible sur le web, toujours avant la sortie officielle. Dans une interview avec MusiqueMag, Kopp explique que cette fuite était inévitable mais exprime tout de même son incompréhension face à la démarche de mettre un disque en partage sur le net : « Une fois qu'il est fabriqué, tu contrôles plus. Tous mes albums, ça s'est passé comme ça. Après, je comprends qu'un mec qui tombe dessus le fasse partager à ses proches, mais je ne comprendrai jamais le mec qui balance tout sur Internet... ». Sur l'album, une musique n'a pas pu voir le jour : un featuring avec l'artiste américain Chris Brown. En effet, Booba n'étant pas satisfait du résultat final, il décida de ne pas l'y inclure à l'album.

## Promotion

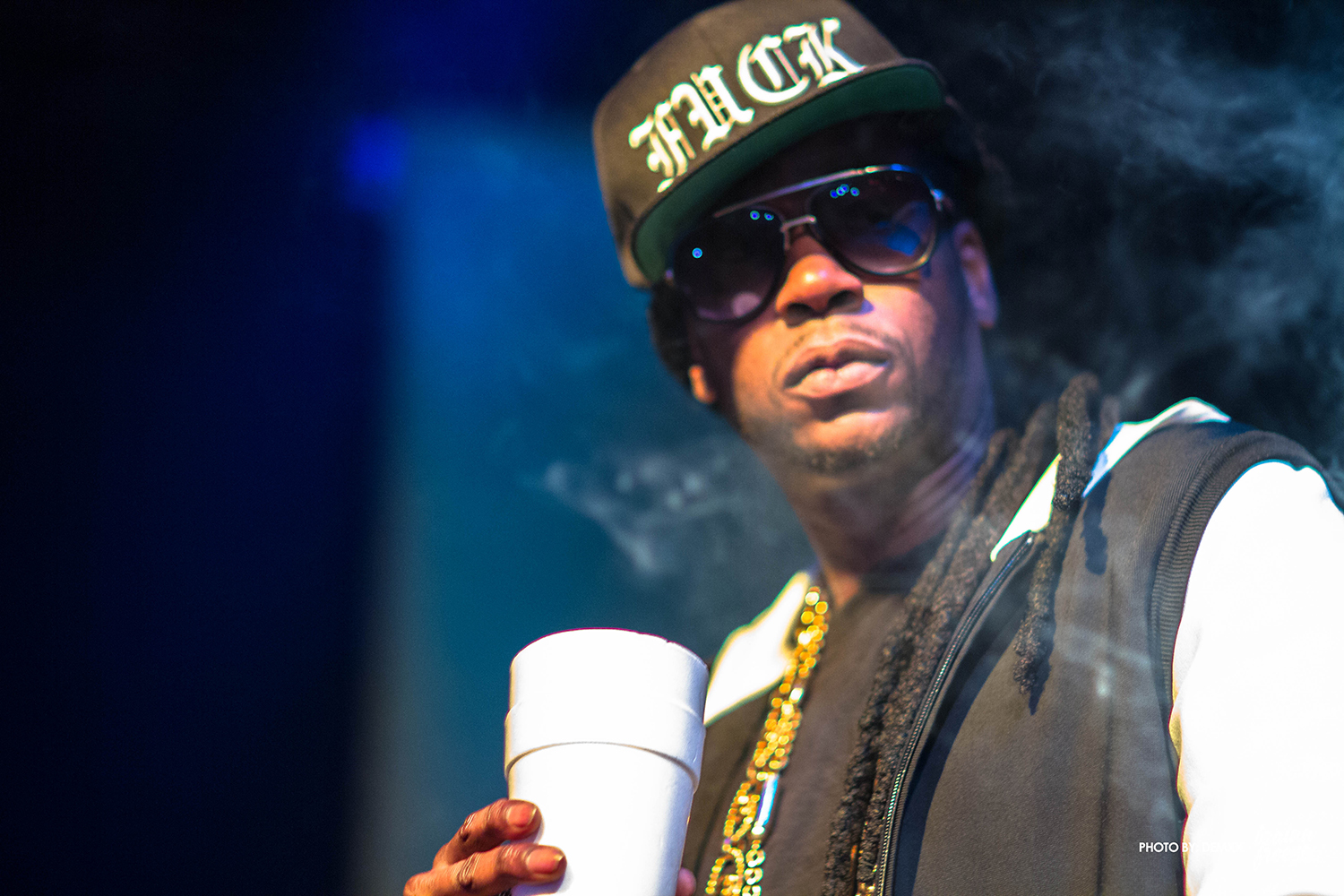
Le rappeur américain 2 Chainz sur C'est la vie, cinquième piste de l'album.

Le premier extrait de l'album se nomme Wesh Morray produit par Therapy, sorti le 6 septembre 2012 sur YouTube. Booba ne mâche pas ses mots dans ce nouveau titre, il balance des rimes gratuites et violentes et parvient ainsi à faire le buzz. Quelques attaques personnelles notamment contre Willy Denzey, Laurent Voulzy et K. Maro sont présentes sur ce morceau. Ce morceau a affolé les réseaux sociaux car c'est à travers ce titre que Booba répond aux piques du rappeur français Rohff, notamment lors d'un Planète Rap, où Rohff s'en prend directement à Booba, le surnommant « zoulette ».  
Lors d'une interview avec Abcdrduson, il affirme que la chanson Wesh Morray n'est pas un son pour lui et explique : « Rohff a beaucoup de choses à prouver pour que je me dise que j'ai besoin de faire un clash pour le terrasser. Mon rap le terrasse depuis le début ». Le deuxième extrait de l'album, Caramel produit par Therapy, a été dévoilé le 21 septembre 2012. Le morceaux à tout d'un gros tube, un clip à budget important, les paroles sont toujours aussi « difficiles », le refrain est plus doux et Booba ne manque pas d'exhiber ses bijoux et ses tatouages dans le clip vidéo associé réalisé par Chris Macari. De nombreuses références à la trilogie Retour vers le futur sont présentes dans les deux premiers extraits de l'album où on peut entendre au début de chaque morceau « back to the future », titre original de la trilogie. De plus, dans le clip Caramel, Kopp porte une paire de chaussures Nike Mag,celle que porte Michael J. Fox alias Marty McFly dans Retour vers le futur 2. Il en profite pour annoncer la date de sortie de son album qui est prévue pour le 26 novembre 2012. Le 12 octobre, il annonce officiellement que le titre 1.8.7 en collaboration avec le rappeur américain Rick Ross sera présent sur l'album.
La pochette de l'album est dévoilée le 19 octobre. La liste des pistes est annoncée le 27 octobre, soit un mois avant la sortie de l'album. Parmi les invités, on retrouve le fidèle Mala, Kaaris, le rappeur haïtien Gato ainsi que les deux rappeurs américains Rick Ross et 2 Chainz. Le troisième extrait de Futur, C'est la vie en featuring avec le rappeur américain 2 Chainz sur une production de Therapy a été publié sur YouTube le 31 octobre. Booba explique dans une interview que ce fut compliqué de faire un featuring avec lui parce qu'il était en promotion et en tournée pour son album Based on a T.R.U. Story[réf. nécessaire]. La publication du morceau sur YouTube s'est faite dans la matinée du 31 octobre 2012. Il s'agit en réalité d'une malencontreuse erreur car le morceau était censé sortir en fin d'après-midi. Dans cet exercice de style, Booba pose avec un flow beaucoup plus rapide que d'habitude mais les punchlines et la technique sont toujours aussi efficaces. C'est la vie est un texte purement egotrip, c'est-à-dire un style de rap où il exprime et explique son talent et où le sujet du texte se réfère à l'ego. Le quatrième extrait de Futur, Tombé pour elle sur une production de MdL, est sorti le 23 novembre directement sous format vidéo. Le clip vidéo est réalisé par Chris Macari et a été tourné à Rio de Janeiro au Brésil. C'est un son entièrement chanté avec l'utilisation de l'auto-tune. Booba y chante son amour pour la rue, à l'instar de Scarface ou il y chantait une histoire de rencontre homme-femme. Ici, le thème se veut brut et la mélodie douce et entraînante. Le 26 novembre, pour la sortie de Futur, Booba chante en vocodeur en direct le tube Tombé pour elle lors de son passage promo dans l'émission Le Grand Journal sur Canal+.

## Singles
Caramel est le premier single de l'album. Il est sorti le 22 septembre 2012 sur les plateformes de téléchargement digital. Le clip vidéo est sorti le 21 septembre sur la plateforme YouTube, soit un jour avant la sortie du single. Le titre se place directement en 1er place au Top iTunes lors de sa sortie. Le single entre directement à la 10e position du classement français.
Tombé pour elle est le second single de l'album. Le clip est sorti le 23 novembre 2012 sur la plateforme YouTube. Le tournage a eu lieu deux semaines avant sa sortie à Rio de Janeiro au Brésil. Ce morceau est l'ultime single avant la sortie de l'album.
Clips vidéos :
- Tombé pour elle
- Kalash (featuring Kaaris)
- Maître Yoda
- Jimmy
- Caramel
- Turfu
- Parlons peu
- Une vie
- RTC

## Réception

### Ventes
Le 29 octobre, l'album est disponible sur iTunes en pré-commande et est numéro 1 des ventes dès le premier jour. Le 26 novembre, Futur sort dans les bacs. L'album est certifié disque d'or dès la première semaine puisqu'il réalise une vente record de 51 000 exemplaires,. Booba réalise le meilleur démarrage sur le plan des ventes de toute sa carrière, malgré la fuite de son album une semaine avant sa sortie. De plus, c'est le premier artiste toutes catégories confondues à vendre autant d'albums en digital la première semaine avec 16 000 copies vendues en digital détrôné aujourd'hui[Quand ?] par les Daft Punk et NEKFEU. Au bout de 4 mois, plus de 100 000 exemplaires seront vendus à travers toute la France. Les ventes actuelles[Quand ?] sont de plus de 150 000 exemplaires vendus réédition incluse. Le 12 avril, le rappeur reçoit son disque de platine en plein concert au Zénith de Paris par la playmate Rosa Acosta. Le 28 avril 2015 l'album est certifié double disque de platine[réf. nécessaire].

## Liste des pistes
| 1.    | G5 - Intro                        | Therapy (2093 et 2031)                | 1:34 |
| 2.    | Maki Sall Music                   | Therapy                               | 4:55 |
| 3.    | Wesh Morray                       | Therapy                               | 4:15 |
| 4.    | Tombé pour elle                   | MdL                                   | 3:29 |
| 5.    | C'est la vie (featuring 2 Chainz) | Therapy                               | 4:27 |
| 6.    | Pirates                           | Therapy                               | 3:47 |
| 7.    | Caramel                           | Therapy                               | 4:20 |
| 8.    | Kalash (featuring Kaaris)         | Therapy                               | 3:49 |
| 9.    | 1.8.7 (featuring Rick Ross)       | Therapy                               | 4:30 |
| 10.   | O.G. (featuring Mala)             | Therapy                               | 3:48 |
| 11.   | Jimmy                             | Thomas Join-Lambert, Thomas Broussard | 3:17 |
| 12.   | Maitre Yoda                       | Therapy                               | 3:15 |
| 13.   | Rolex (featuring Gato Da Bato)    | Therapy                               | 4:19 |
| 14.   | Tout c'que j'ai                   | Therapy                               | 3:43 |
| 15.   | 2Pac                              | 2093 et 2031                          | 4:01 |
| 16.   | Futur                             | Vader, Melomayne                      | 3:33 |
| 61:12 |                                   |                                       |      |

| iTunes Bonus Track | iTunes Bonus Track | iTunes Bonus Track | iTunes Bonus Track | iTunes Bonus Track | iTunes Bonus Track | iTunes Bonus Track | iTunes Bonus Track | iTunes Bonus Track | iTunes Bonus Track |
| No                 | Titre              | Compositeur(s)     | Durée              |                    |                    |                    |                    |                    |                    |
| ------------------ | ------------------ | ------------------ | ------------------ | ------------------ | ------------------ | ------------------ | ------------------ | ------------------ | ------------------ |
| 17.                | Billets verts      | Therapy            | 2:29               |                    |                    |                    |                    |                    |                    |
| 63:41              |                    |                    |                    |                    |                    |                    |                    |                    |                    |

## Futur 2.0
Albums de Booba
Futur
(2012) D.U.C
(2015)
Singles
1. A.C Milan
Sortie : 21 janvier 2013
2. T.L.T
Sortie : 3 février 2013
3. Turfu
Sortie : 21 juin 2013
4. RTC
Sortie : 20 septembre 2013
5. Parlons peu
Sortie : 4 novembre 2013
6. Longueur d'avance
Sortie : 21 novembre 2013
7. Une vie
Sortie : 15 avril 2014

Futur 2.0 est une réédition du sixième album studio Futur annoncée pour le 25 novembre 2013. Elle contient neuf titres dont les morceaux déjà parus : A.C. Milan, T.L.T, Billets verts, les singles Turfu, RTC et Parlons peu. Comme pour tous les projets de Kopp, de fausses listes des titres ont circulé sur Internet, ainsi que des rumeurs de featurings avec Waka Flocka Flame, Rim'K ou encore Rihanna qui ont affolé la toile[réf. nécessaire]. Parmi toutes ces rumeurs un featuring avec un certain Onibaku, nommé 7 vie là (qui pourrait être en réalité le morceau Longueur d'avance selon la 9e mesure du morceau) a circulé : on[Qui ?] y reconnait Booba chantant deux couplets à l'aide du vocoder mais ce titre ne serait qu'une maquette de la version finale où Onibaku n'apparaîtrait pas[réf. souhaitée]. L'album s'est vendu à 19 000 exemplaires la première semaine[réf. nécessaire].
| CD1   | CD1                               | CD1                                   | CD1   | CD1 | CD1 | CD1 | CD1 | CD1 | CD1 |
| No    | Titre                             | Compositeur(s)                        | Durée |     |     |     |     |     |     |
| ----- | --------------------------------- | ------------------------------------- | ----- | --- | --- | --- | --- | --- | --- |
| 1.    | G5 - Intro                        | 2093 et 2031                          | 1:34  |     |     |     |     |     |     |
| 2.    | Maki Sall Music                   | Therapy                               | 4:55  |     |     |     |     |     |     |
| 3.    | Wesh Morray                       | Therapy                               | 4:15  |     |     |     |     |     |     |
| 4.    | Tombé pour elle                   | MdL                                   | 3:29  |     |     |     |     |     |     |
| 5.    | C'est la vie (featuring 2 Chainz) | Therapy                               | 4:27  |     |     |     |     |     |     |
| 6.    | Pirates                           | Therapy                               | 3:47  |     |     |     |     |     |     |
| 7.    | Caramel                           | Therapy                               | 4:20  |     |     |     |     |     |     |
| 8.    | Kalash (featuring Kaaris)         | Therapy                               | 3:49  |     |     |     |     |     |     |
| 9.    | 1.8.7 (featuring Rick Ross)       | Therapy                               | 4:30  |     |     |     |     |     |     |
| 10.   | O.G. (featuring Mala)             | Therapy                               | 3:48  |     |     |     |     |     |     |
| 11.   | Jimmy                             | Thomas Join-Lambert, Thomas Broussard | 3:17  |     |     |     |     |     |     |
| 12.   | Maitre Yoda                       | Therapy                               | 3:15  |     |     |     |     |     |     |
| 13.   | Rolex (featuring Gato Da Bato)    | Therapy                               | 4:19  |     |     |     |     |     |     |
| 14.   | Tout c'que j'ai                   | Therapy                               | 3:43  |     |     |     |     |     |     |
| 15.   | 2Pac                              | 2093 et 2031                          | 4:01  |     |     |     |     |     |     |
| 16.   | Futur                             | Vader, Melomayne                      | 3:33  |     |     |     |     |     |     |
| 61:12 |                                   |                                       |       |     |     |     |     |     |     |

| CD2   | CD2                                       | CD2            | CD2   | CD2 | CD2 | CD2 | CD2 | CD2 | CD2 |
| No    | Titre                                     | Compositeur(s) | Durée |     |     |     |     |     |     |
| ----- | ----------------------------------------- | -------------- | ----- | --- | --- | --- | --- | --- | --- |
| 1.    | 2.0                                       | Therapy        | 3:06  |     |     |     |     |     |     |
| 2.    | A.C. Milan                                | Therapy        | 4:41  |     |     |     |     |     |     |
| 3.    | Turfu                                     | Therapy        | 5:16  |     |     |     |     |     |     |
| 4.    | Une vie                                   | Therapy        | 4:12  |     |     |     |     |     |     |
| 5.    | Parlons peu                               | Therapy        | 3:40  |     |     |     |     |     |     |
| 6.    | RTC                                       | Young Chop     | 3:41  |     |     |     |     |     |     |
| 7.    | Longueur d'avance (featuring Maitre Gims) | Therapy        | 3:45  |     |     |     |     |     |     |
| 8.    | T.L.T                                     | Therapy        | 5:11  |     |     |     |     |     |     |
| 9.    | Billets verts                             | Therapy        | 2:29  |     |     |     |     |     |     |
| 36:01 |                                           |                |       |     |     |     |     |     |     |

## Classement et certifications
| Classement (2012)            | Meilleure position |
| ---------------------------- | ------------------ |
| Belgique (Flandre Ultratop)  | 74                 |
| Belgique (Wallonie Ultratop) | 5                  |
| France (SNEP)                | 1                  |
| Suisse (Schweizer Hitparade) | 14                 |

| Pays          | Certifications | Ventes     | Ventes   |
| Pays          | Certifications | Certifiées | Cumulées |
| ------------- | -------------- | ---------- | -------- |
| France (SNEP) | 3 × Platine    | 300 000    | 300 000  |